# Shakatak

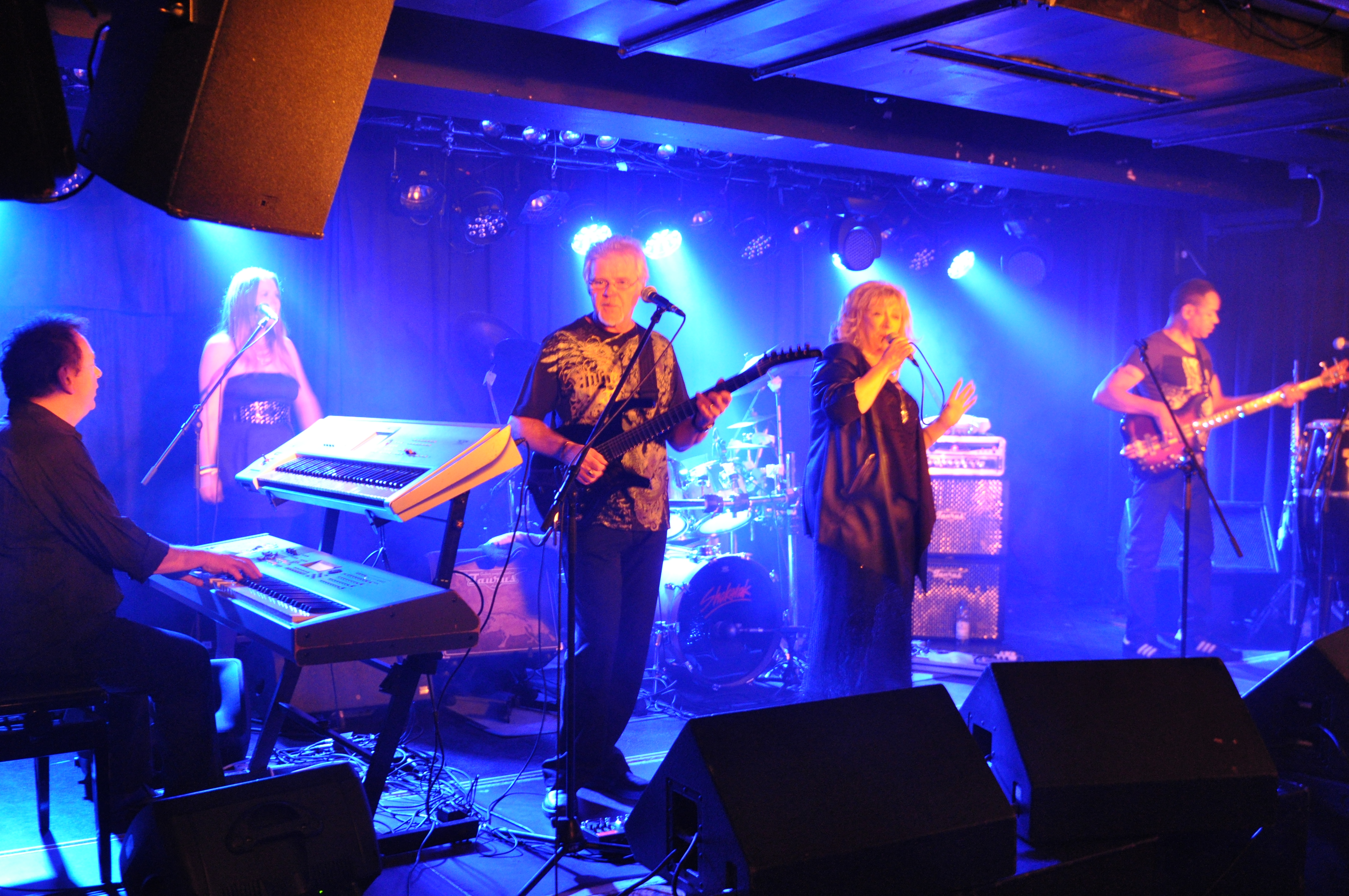
Shakatak performing at Wuppertal, Germany, 2014

Shakatak è un gruppo jazz-funk inglese fondato nel 1980.

## Storia degli Shakatak
Gli Shakatak raggiunsero molti piazzamenti in classifica, compreso due top ten nella classifica dei singoli UK, Night Birds (1982) e Down on the Street (1984), in aggiunta a 12 piazzamenti nel "Guinness book of British Hit Singles".
La band è ancora in attività e popolare in tutto il mondo, in particolar modo in Giappone e Estremo Oriente, e in genere pubblica un nuovo disco ogni due anni per la JVC Records.
Dall'uscita del loro primo singolo nel 1980 e del primo album si sono piazzati in classifica regolarmente.

## Formazione

### Presente

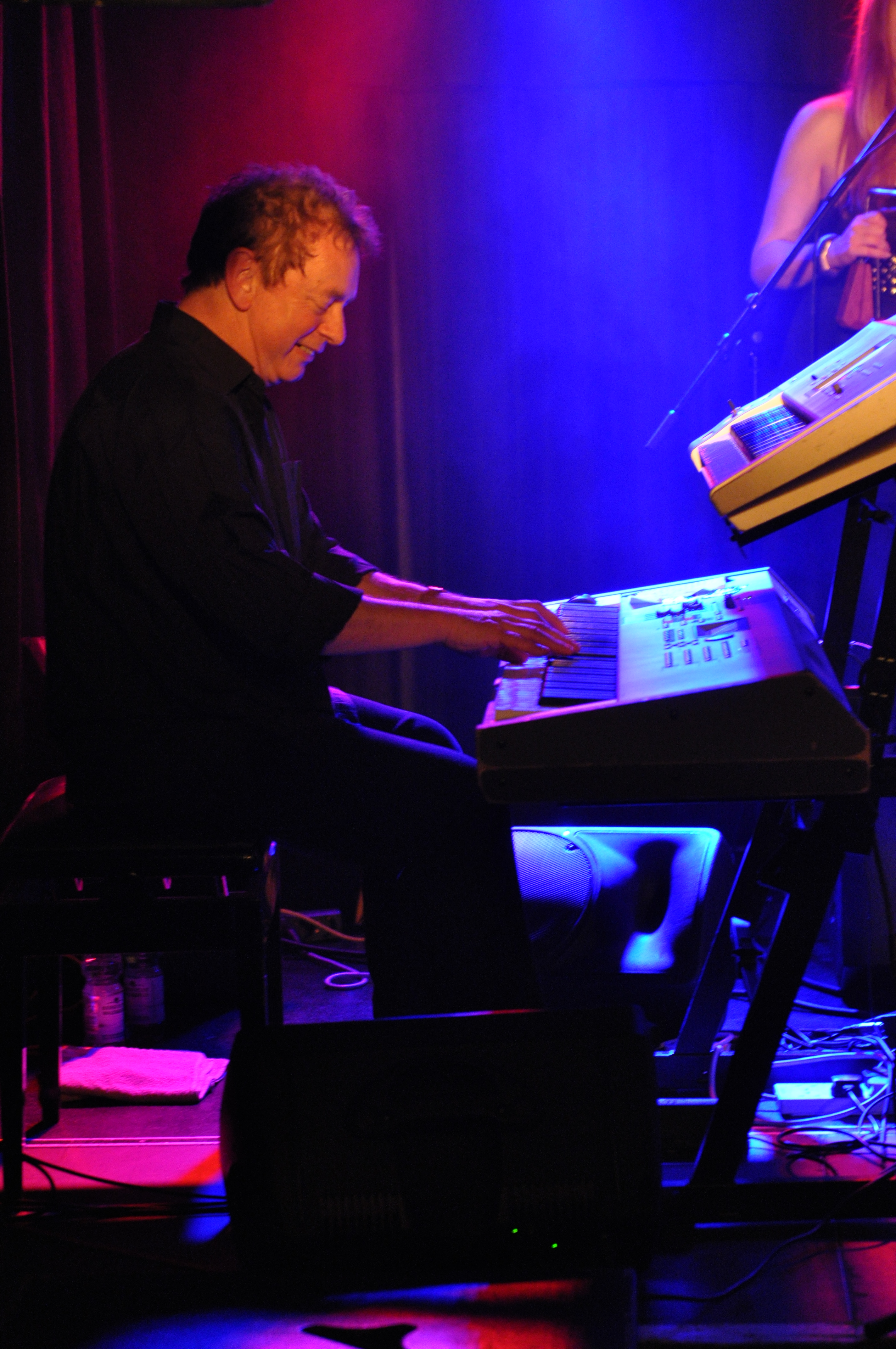
Bill Sharpe
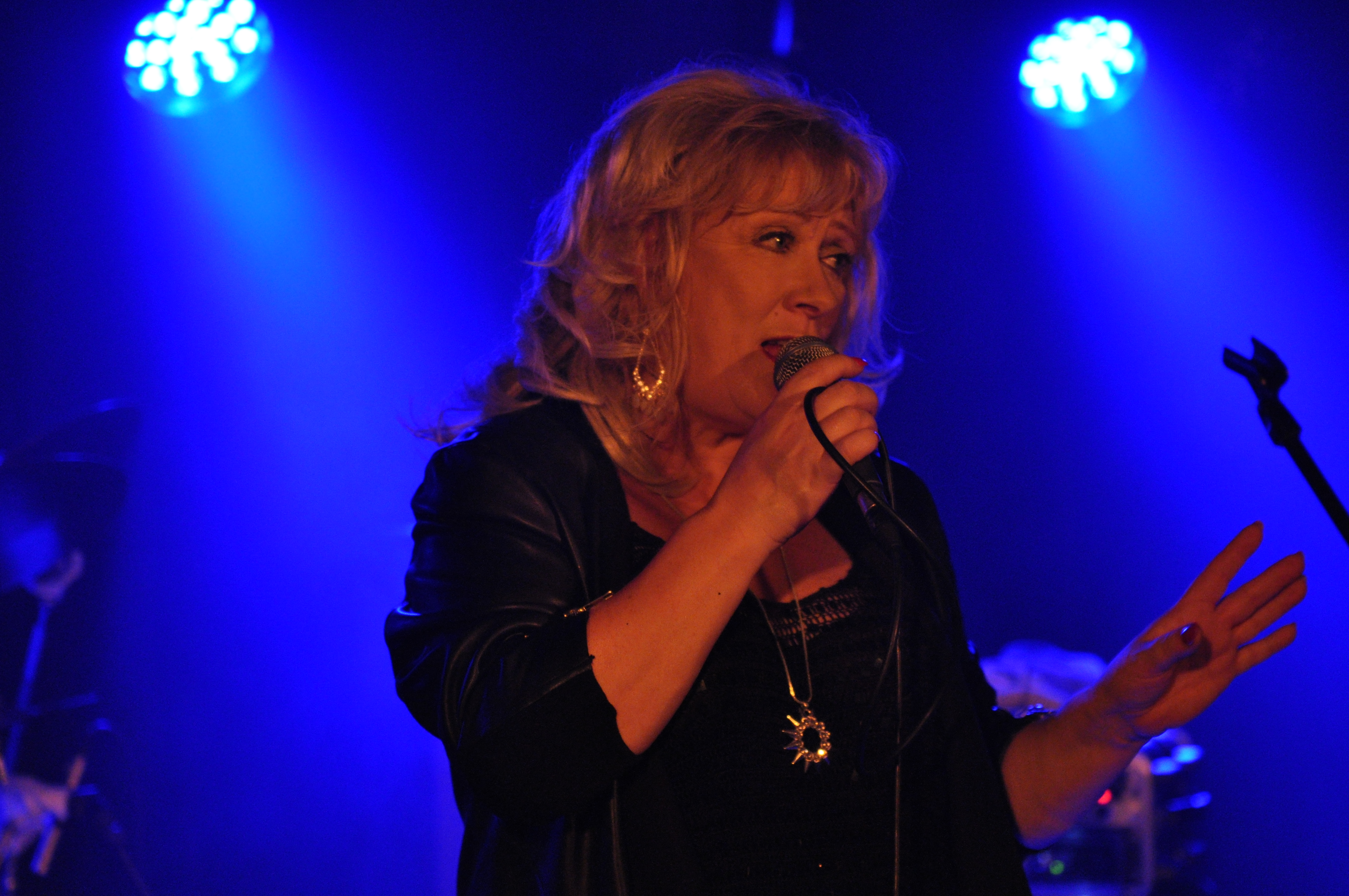
Jill Saward
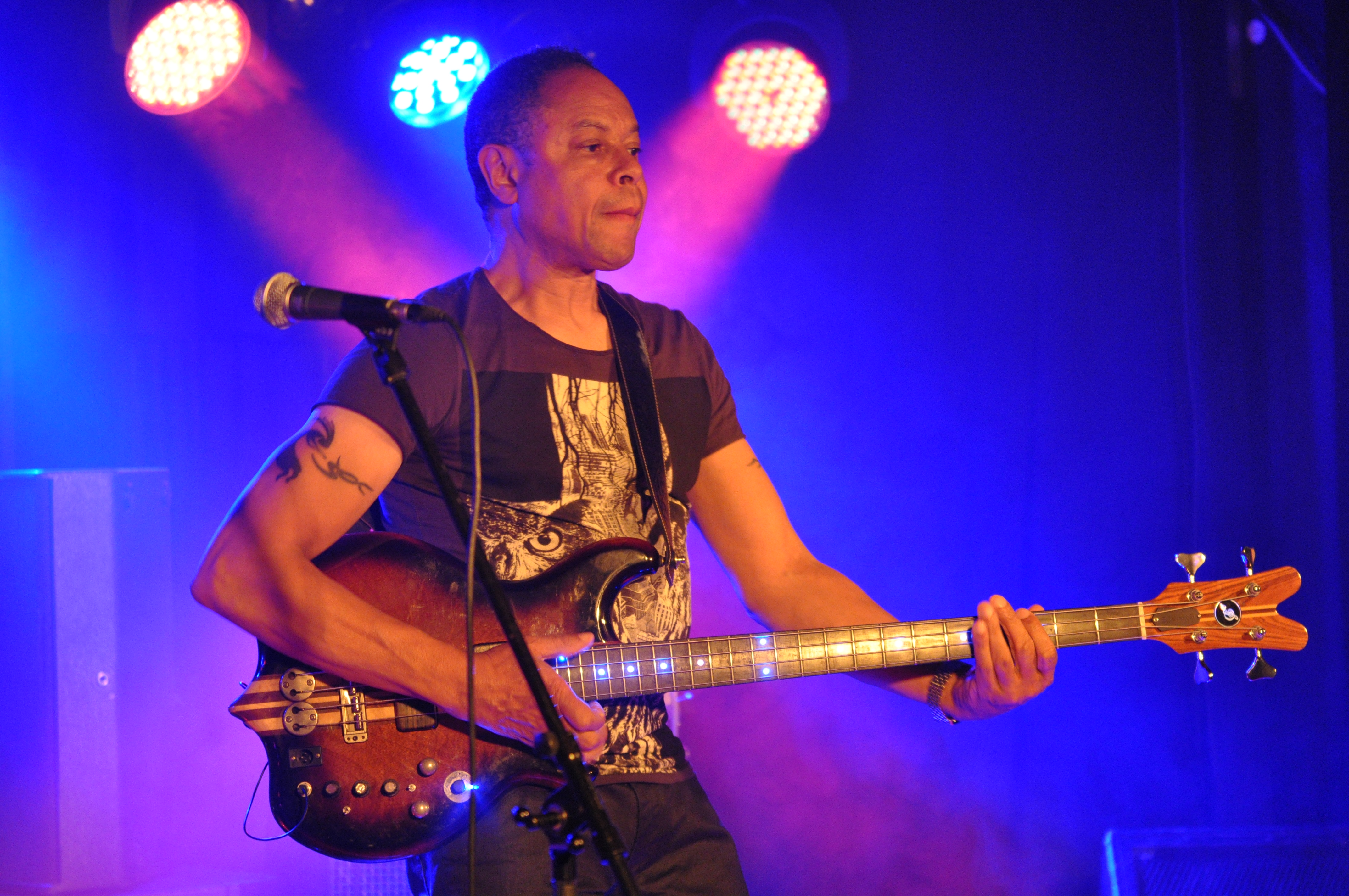
George Anderson
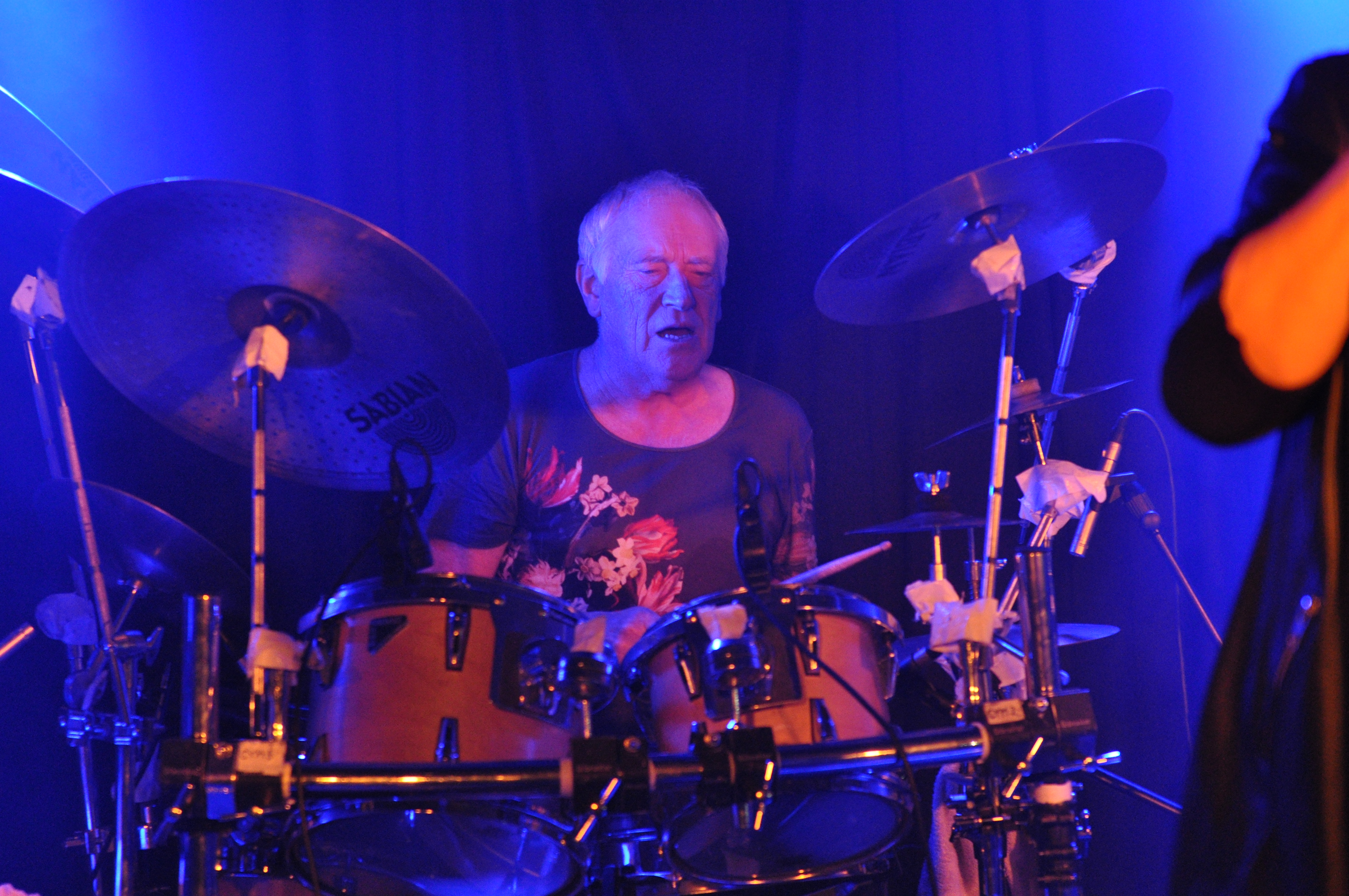
Roger Odell
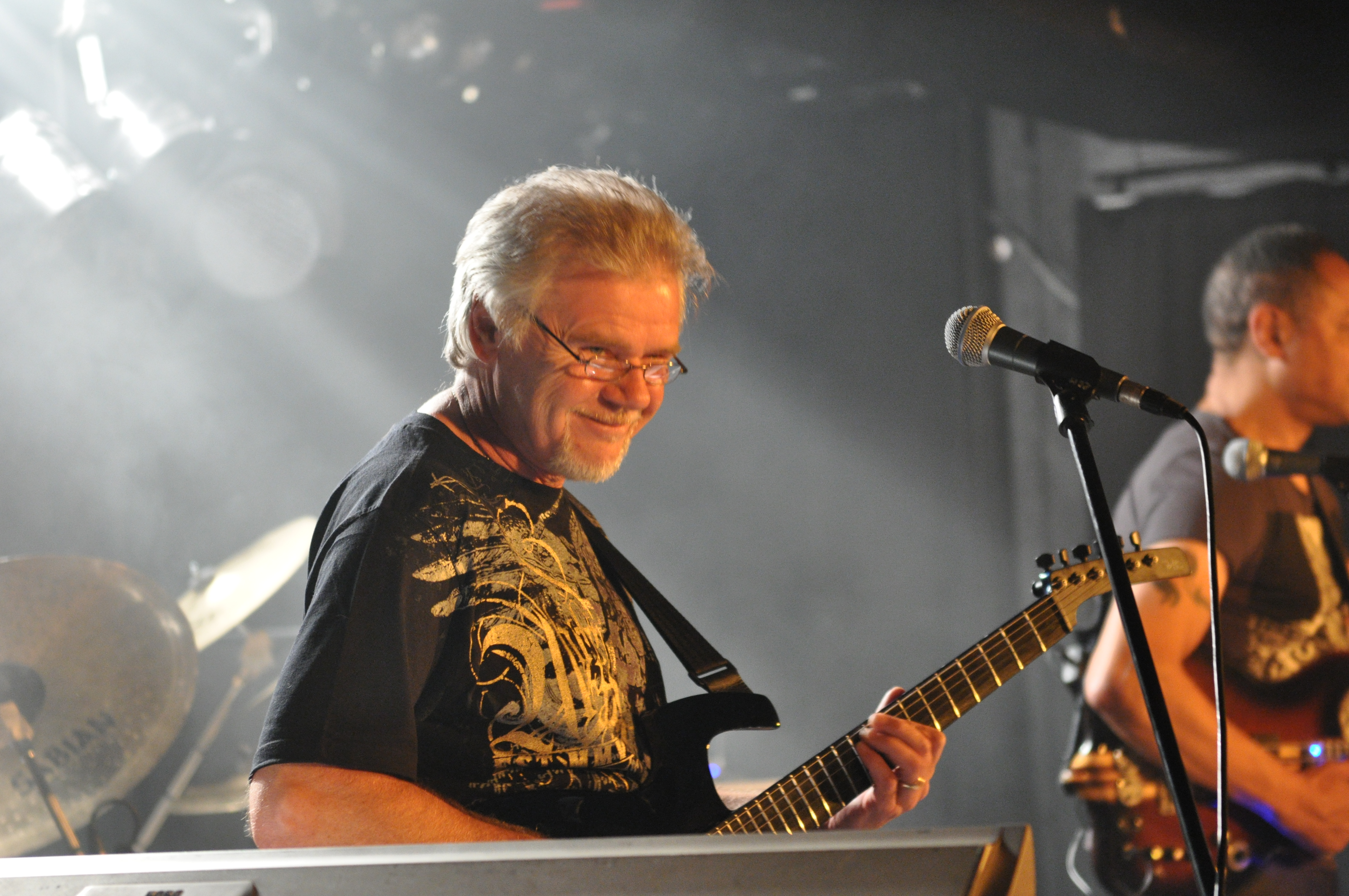
Alan Wormald (Tour)
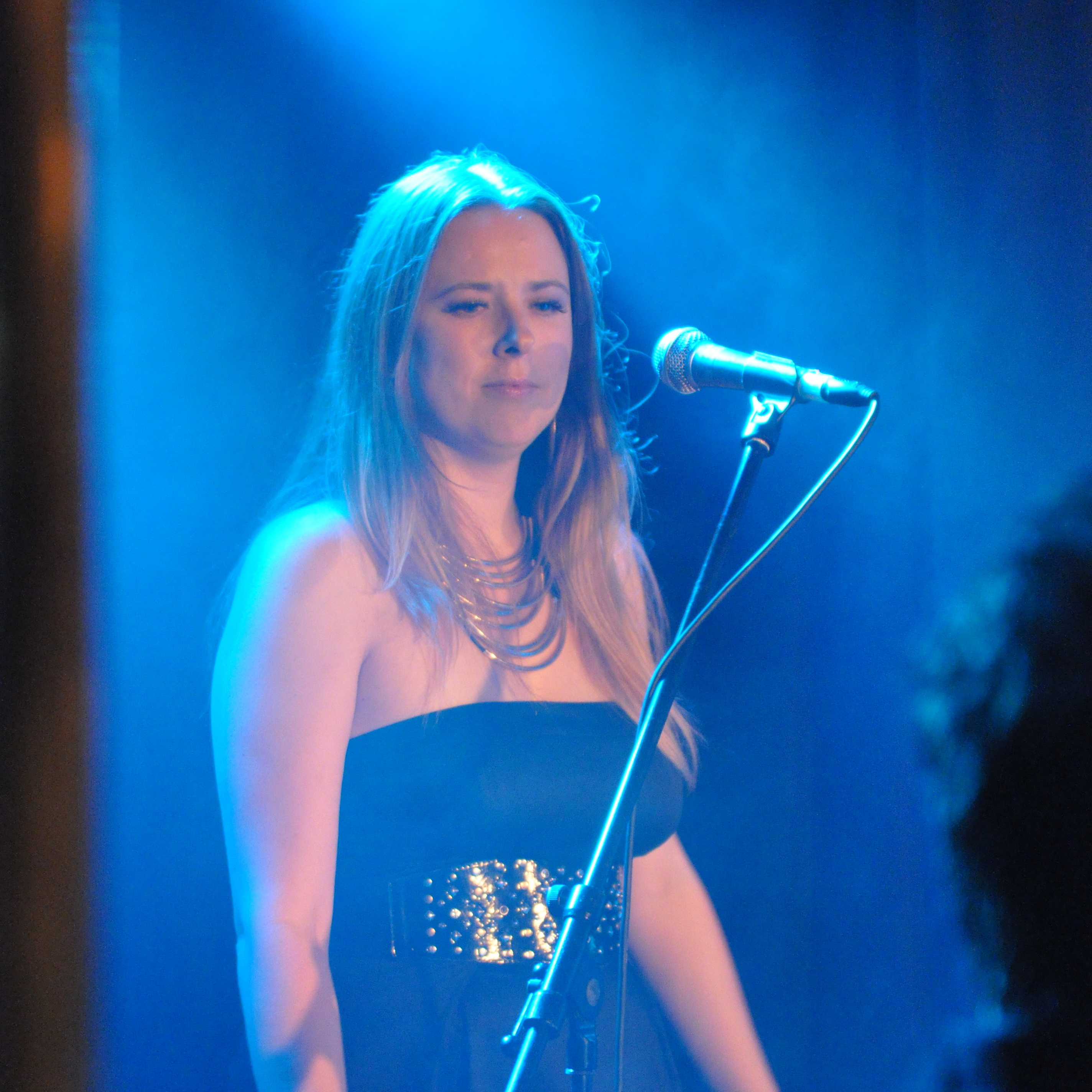
Debby Bracknell (Tour)

Membri originali
- Jill Saward — voce (percussioni, flauto)
- Bill Sharpe — tastiere
- Roger Odell — batteria
- George Anderson — basso
- Keith Winter - chitarra

per i concerti
- Alan Wormald — chitarra
- Jacqui Hicks — coro, sassofono e flauto
- Debby Bracknell — coro, flauto

in studio
- Roberto Tola - chitarra
- Derek Nash - sassofono
- Fridrik Karlsson - chitarra
- Kazumi Watanabe - chitarra

## Discografia

### Album
- 1981: Drivin' Hard
- 1982: Night Birds
- 1982: Invitations
- 1983: Out of This World
- 1984: Down on the Street
- 1984: Shakatak Live in Japan (live)
- 1985: Live! (Febbraio 1985) (live)
- 1985: City Rhythm (denominato anche "Day by day")
- 1986: Into the Blue (pubblicato in Giappone)
- 1987: Golden Wings (pubblicato in Giappone)
- 1987: Never Stop Your Love
- 1988: Manic and Cool
- 1988: Da Makani (pubblicato in Giappone)
- 1988: The Very Best of Shakatak
- 1989: Niteflite (pubblicato in Giappone)
- 1989: Turn the Music Up
- 1990: Fiesta (pubblicato in Giappone)
- 1990: Christmas Eve (pubblicato in Giappone)
- 1991: Bitter Sweet
- 1991: Utopia (pubblicato in Giappone)
- 1993: Street Level
- 1993: Under the Sun
- 1993: The Christmas Album
- 1994: Full Circle
- 1997: Let The Piano Play
- 1998: View From The City
- 1998: Live at Ronnie Scott's
- 2001: Under Your Spell
- 2003: Blue Savannah
- 2005: Easier Said Than Done (live album)
- 2005: Beautiful Day
- 2007: Emotionally Blue
- 2009: Afterglow
- 2011: Across The World
- 2014: On The Corner
- 2015: The Magic Of Shakatak
- 2016: Times And Places
- 2019: In The Blue Zone
- 2020: All Around The World
- 2021: Live in Lockdown